# Ryszard Mossin
Ryszard Mossin (ur. 24 kwietnia 1910 w Warszawie, zm. 24 lutego 2003 w Baltimore) – polski dziennikarz, po II wojnie światowej na emigracji.

## Życiorys
Był synem Maksymiliana i Stefanii. W 1928 ukończył Gimnazjum im. Mikołaja Reja w Warszawie, w 1932 studia prawnicze na Uniwersytecie Warszawskim. Od 1928 współpracował z Przeglądem Sportowym, w 1936 był korespondentem podczas igrzysk olimpijskich w Berlinie, specjalizował się w piłce nożnej, tenisie i lekkiej atletyce, publikował także w dzienniku Dzień Dobry. Równocześnie był aplikantem adwokackim, praktykę odbył w kancelarii Mieczysława Ettingera, w 1938 zdał egzamin adwokacki. Był działaczem Związku Dziennikarzy Sportowych RP, w latach 1934–1939 jego sekretarzem.
Po wybuchu II wojny światowej opuścił Warszawę na apel Romana Umiastowskiego. Znalazł się w Łucku, następnie w Równem. Po wkroczeniu wojsk sowieckich próbował przedostać się na Węgry, ale został zatrzymany przez NKWD i następnie skazany na pięć lat łagru. Przebywał m.in. w Kandałakszy i od 1941 w Uchcie. Został zwolniony jesienią 1941 w związku z zawarciem układu Sikorski-Majski, w marcu 1942 dotarł do Armii Andersa. Służył początkowo w nasłuchu radiowym, następnie ukończył kurs szkoły podchorążych rezerwy. Po opuszczeniu ZSRR znalazł się w szeregach Armii Polskiej na Wschodzie, gdzie służył w nasłuchu radiowym Wydziału Prasy i Propagandy, uczestniczył też w przygotowywaniu audycji radiowych na falach Radia Bagdad. Był także organizatorem reprezentacji piłkarskiej Armii. Od 1944 służył w 2 Korpusie Polskim, jako korespondent w Kwaterze Prasowej, m.in. należał do grupy dziennikarzy, którzy znaleźli się na szczycie Monte Cassino bezpośrednio po zakończeniu bitwy o to wzgórze, a następnie przy wkroczeniu wojsk polskich do Rzymu, Ancony i Bolonii. 
Po II wojnie światowej mieszkał początkowo w Wielkiej Brytanii. jako reporter polskiej sekcji BBC obsługiwał igrzyska olimpijskie w Londynie (1948). Współpracował z Bolesławem Wierzbiańskim w organizacji Międzynarodowej Federacji Wolnych Dziennikarzy, m.in. uczestniczył w jej zjeździe organizacyjnym, był także delegatem na zjazd w 1952. Od 1950 współpracował z Rozgłośnią Polską Radia Wolna Europa. W marcu 1951 wyemigrował do USA i od 1 kwietnia tego roku do 6 kwietnia 1957 był pracownikiem Sekcji Polskiej RWE w Nowym Jorku, gdzie przygotowywał przeglądy prasy, komentarze o tematyce międzynarodowej, reportaże i relacje sportowe (m.in. obsługiwał igrzyska olimpijskie w Meksyku (1968), a także mistrzostwa świata w 1978 i 1986). Był także korespondentem Dziennika Polski i Dziennik Żołnierza oraz Nowego Świata. W latach 1957–1987 pracował w Sekcji Polskiej Głosu Ameryki w Waszyngtonie, od 1983 był także korespondentem Nowego Dziennika. Był akredytowany przy Kongresie Stanów Zjednoczonych, Białym Domu i amerykańskim Departamencie Stanu.
W 1994 został odznaczony Krzyżem Oficerskim Orderu Odrodzenia Polski, w 2000 Krzyżem Komandorskim Orderu Zasługi Rzeczypospolitej Polskiej.